# Lascoria aon
Lascoria aon là một loài bướm đêm thuộc họ Noctuidae. Nó được tìm thấy ở Bắc Mỹ.